# Canton de Noirmoutier-en-l'Île
Le canton de Noirmoutier-en-l’Île est une ancienne division administrative française située dans le département de la Vendée et la région des Pays-de-la-Loire.
Créé en 1790 en tant que canton de Noirmoutiers, devenu canton de Noirmoutier en 1801 et connu sous ce nom jusqu’en 1956, il est supprimé en avril 2015 à la suite d’un découpage cantonal opéré en 2014.

## Histoire
Sous la Révolution française, pendant la mise en œuvre des décrets de l’Assemblée nationale concernant la division du royaume en 83 départements (15 janvier et 16 février 1790), un décret particulier du 26 janvier 1790 porte implicitement création du canton au sein du district ; les textes de la Constituante sont par la suite ordonnés dans des lettres patentes de Louis XVI données le 4 mars 1790. La division admet alors un chef-lieu fixé dans la municipalité de Noirmoutiers.
Le 21 ventôse an VII (11 mars 1799), la commune de Barbâtre est absorbée par celle de Noirmoutiers.
Le 21 mai 1858, la commune de Barbâtre est érigée à partir de parcelles de celle de Noirmoutier.
Le 15 septembre 1919, les communes de L’Épine et de La Guérinière sont érigées à partir de parcelles de celle de Noirmoutier.
| Janvier 1790 | Mars 1799 | Mai 1858 | Septembre 1919 |
| ------------ | --------- | -------- | -------------- |
| 2            | 1         | 2        | 4              |

## Dénomination
Le canton est créé le 26 janvier 1790 sous le nom de « canton de Noirmoutiers ».
Alors que l’arrêté du 9 fructidor an V (27 août 1801) relatif à la dénomination des communes et arrondissements de justices de paix prescrit comme graphie officielle de la commune et du canton celle contenue dans les tableaux de division en justices de paix, l’arrêté du 9 brumaire an X (31 octobre 1801) portant réduction des justices de paix du département de la Vendée attribue à la commune abritant le chef-lieu du canton le nom de « Noirmoutier ». Le canton est donc connu sous ce nom à partir de cette date.
Par décret du 20 décembre 1956 avec effet au 27 décembre, la commune abritant le chef-lieu prend comme appellation celle de « Noirmoutier-en-l’Île », induisant le changement de nom du canton, qui conserve sa dénomination jusqu’à sa suppression.

## Géographie

### Situation administrative
Administrativement, le canton se situe au sein du département de la Vendée, dans le district de Challans de 1790 à 1795. À partir de la loi concernant la division du territoire de la République et l’administration (17 février 1800), le canton relève du premier arrondissement départemental, baptisé, au sens de l’arrêté du 9 brumaire an X (31 octobre 1801), « arrondissement des Sables-d’Olonne ».

### Surfaces et altitudes
| Commune              | Surface (ha) | Altitude (m) | Altitude (m) |
| Commune              | Surface (ha) | Mini         | Maxi         |
| -------------------- | ------------ | ------------ | ------------ |
| Barbâtre             | 1 265        | 0            | 18           |
| L’Épine              | 869          | 0            | 17           |
| La Guérinière        | 790          | 0            | 20           |
| Noirmoutier-en-l’Île | 1 997        | 0            | 20           |

## Composition

### Découpage du26 janvier 1790
| Municipalité             | Période   | Réf.  |
| ------------------------ | --------- | ----- |
| Barbâtre                 | 1790-1799 | [ α ] |
| Noirmoutiers (chef-lieu) | 1790-1801 | ,     |

### Découpage du 9 brumaire anX
| Municipalité            | Période    | Réf. |
| ----------------------- | ---------- | ---- |
| Noirmoutier (chef-lieu) | 1801-2015, | ,    |

## Représentation
Le canton de Noirmoutier-en-l’Île est la circonscription d’élection d’un des membres du conseil général de la Vendée, désigné lors des élections cantonales.

### Liste des conseillers généraux (de 1833 à 2015)
| Période                      | Période                           | Identité                              | Étiquette    | Qualité |
| ---------------------------- | --------------------------------- | ------------------------------------- | ------------ | --- |
| 14 novembre 1833             | 26 novembre 1837 (démissionnaire) | Lubin Impost                          |              | Propriétaire à Noirmoutier Écrivain |
| 26 novembre 1837             | 5 octobre 1848                    | François Plantier                     |              | Juge de paix Receveur de l’Enregistrement Maire de Noirmoutier (1833-1839), conseiller d'arrondissement |
| 5 octobre 1848               | 21 août 1854                      | Francis-Ludovic Pineau                |              | Négociant à Noirmoutier Propriétaire, conseiller d'arrondissement |
| 21 août 1854                 | 29 février 1856 (décès)           | Xavier-Louis-Philippe Liron d’Airoles |              | Capitaine d’état major Garde du corps de Louis XVIII Propriétaire |
| 25 août 1856                 | 23 octobre 1871                   | Paul Rhôné                            |              | Propriétaire Directeur des travaux de dessèchement |
| 23 octobre 1871              | 25 avril 1884 (décès)             | Édouard Richer                        | Républicain  | Propriétaire Maire de Noirmoutier (1870-1884) |
| 18 août 1884                 | 22 août 1892                      | Joseph Pineau                         | Droite       | Propriétaire Maire de Noirmoutier (1894-1926), conseiller d'arrondissement |
| 22 août 1892                 | 27 juillet 1895 (démissionnaire)  | Arthur Voisin                         | Républicain  | Receveur des finances à Pau, aux Sables-d’Olonne et à Abbeville Propriétaire à Noirmoutier |
| 13 avril 1896                | 23 septembre 1922                 | Lucien Jeanneau                       | Républicain  | Avocat à la cour d’appel de Paris Propriétaire à Noirmoutier |
| 23 septembre 1922            | 24 octobre 1928                   | Jean-Gustave Bernard                  |              | Pharmacien à Noirmoutier |
| 24 octobre 1928              | 12 octobre 1940                   | Florent Caillaud                      | Conservateur | Boucher Maire de Noirmoutier (1929-1947) Nommé conseiller départemental en 1943 |
| Vacance du siège (1940-1945) |                                   |                                       |              | |
| 29 octobre 1945              | 17 mars 1976                      | Hubert Poignant                       | CNIP         | Médecin Maire de Noirmoutier (1953-1956), puis de Noirmoutier-en-l’Île (1956-1963 et 1971-1977) |
| 17 mars 1976                 | 2 avril 2015                      | Jacques Oudin                         | UDR RPR UMP  | Conseiller référendaire à la Cour des comptes Membre du Sénat (1986-2004), élu dans la Vendée Conseiller municipal de La Guérinière (1977-2014) Président du syndicat intercommunal à vocation multiple de l’île de Noirmoutier (1977-1989) Président du district de l’île de Noirmoutier (1989-2001) |

### Liste des conseillers d'arrondissement (de 1833 à 1940)
| Période                                  | Période          | Identité                     | Étiquette    | Qualité |
| ---------------------------------------- | ---------------- | ---------------------------- | ------------ | --- |
| 1833                                     | 1836             | Jacques Constant Benoist     | Gauche       | Médecin à Nantes, propriétaire à Noirmoutier, député de Loire-Inférieure (1839-1842)                        |
| 1836                                     | 1837             | François Plantier            |              | Maire de Noirmoutier (1833-1839)                                                                            |
| 1837                                     | 1845             | Salomon Lefebvre (1792-1847) |              | Médecin à la Faculté de Paris puis à Noirmoutier                                                            |
| 1845                                     | 1848             | François Ludovic Pineau      |              | Négociant à Noirmoutier                                                                                     |
|                                          |                  |                              |              | |
| av.1865                                  |                  | Adrien Plantier              |              | Docteur en médecine à Noirmoutier                                                                           |
|                                          |                  |                              |              | |
|                                          | 1884 (démission) | Joseph Pineau                |              | Propriétaire à Noirmoutier                                                                                  |
|                                          |                  |                              |              | |
| 1895                                     |                  | Adrien Plautier              | Républicain  | Délégué cantonal à Noirmoutier                                                                              |
|                                          |                  |                              |              | |
| av.1913                                  | 1919             | Joseph Gautier               | Conservateur | Maitre au cabotage                                                                                          |
| 1919                                     |                  | M. Gautrin                   | Républicain  | |
|                                          |                  |                              |              | |
| 1931                                     | 1940             | Albert Lassourd (1894-1967)  | RG           | Maire de L'Épine                                                                                            |
| 1940                                     |                  |                              |              | Les conseils d'arrondissement ont été suspendus par la loi du 12 octobre 1940 et n'ont jamais été réactivés |
| Les données manquantes sont à compléter. |                  |                              |              | |

## Démographie
| 1793  | 1800  | 1806  | 1821  | 1831  | 1836  | 1841  | 1846  | 1851  |
| ----- | ----- | ----- | ----- | ----- | ----- | ----- | ----- | ----- |
| 5 000 | 5 405 | 5 703 | 6 722 | 7 011 | 7 027 | 7 590 | 8 082 | 8 262 |

| 1856  | 1861  | 1866  | 1872  | 1876  | 1881  | 1886  | 1891  | 1896  |
| ----- | ----- | ----- | ----- | ----- | ----- | ----- | ----- | ----- |
| 8 253 | 8 102 | 7 967 | 8 162 | 7 652 | 7 726 | 7 889 | 7 837 | 7 780 |

| 1901  | 1906  | 1911  | 1921  | 1926  | 1931  | 1936  | 1946  | 1954  |
| ----- | ----- | ----- | ----- | ----- | ----- | ----- | ----- | ----- |
| 7 977 | 8 388 | 8 598 | 7 818 | 7 460 | 7 311 | 7 261 | 7 432 | 7 766 |

| 1962  | 1968  | 1975  | 1982  | 1990  | 1999  | 2006  | 2011  | - |
| ----- | ----- | ----- | ----- | ----- | ----- | ----- | ----- | - |
| 7 951 | 7 966 | 8 094 | 8 482 | 9 170 | 9 592 | 9 807 | 9 508 | - |